# Ginecologia e obstetrícia

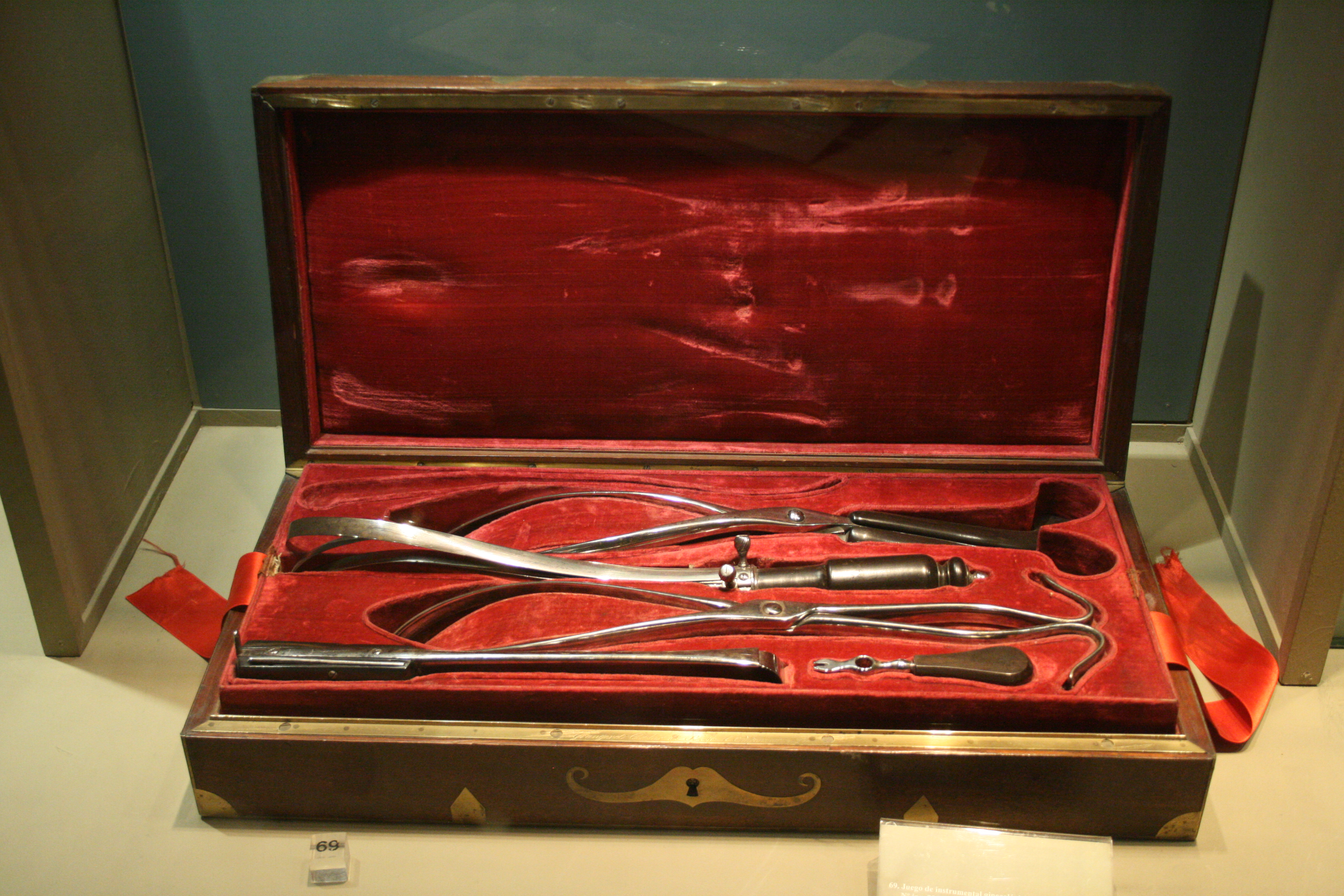

Ginecologia e obstetrícia  é uma especialidade médica que opera no campo da obstetrícia e da ginecologia e à qual se acede após treinamento de pós-graduação universitária para o acompanhamento da saúde reprodutiva da mulher e para o tratamento de complicações obstétricas, incluída a prática cirúrgica.

## Formação no Brasil
No Brasil, para que o médico possa receber o título de especialista em ginecologia e obstetrícia é necessário participar do programa de residência médica na área com duração de três anos. Alternativamente pode-se prestar concurso promovido pela Federação Brasileira das Sociedades de Ginecologia e Obstetrícia (FEBRASGO).
Um convênio entre a AMB, CFM e CNRM reconhece as seguintes áreas de atuação (subespecialidades) para os ginecologistas obstetras:
- Densitometria óssea (concurso pelo Colégio Brasileiro de Radiologia e Diagnóstico por Imagem)
- Endoscopia ginecológica (concurso pela Federação Brasileira das Sociedades de Ginecologia e Obstetrícia)
- Mamografia (concurso através de um convênio entre o CBR, FEBRASGO e Sociedade Brasileira de Mastologia)
- Medicina fetal (concurso pela FEBRASGO)
- Reprodução humana (concurso pela FEBRASGO)
- Sexologia (concurso pela FEBRASGO)
- Ultrassonografia em Ginecologia e Obstetrícia (concurso pelo CBR e FEBRASGO)